# Relaciones Argentina-Pakistán
Las relaciones Argentina–Pakistán son las relaciones exteriores entre Argentina y Pakistán. La relación ha crecido recientemente con importantes vínculos comerciales en desarrollo junto con otras comunicaciones entre gobiernos. Pakistán tiene una embajada en la capital argentina, Buenos Aires, así como la Embajada de Argentina en Islamabad.

## Historia

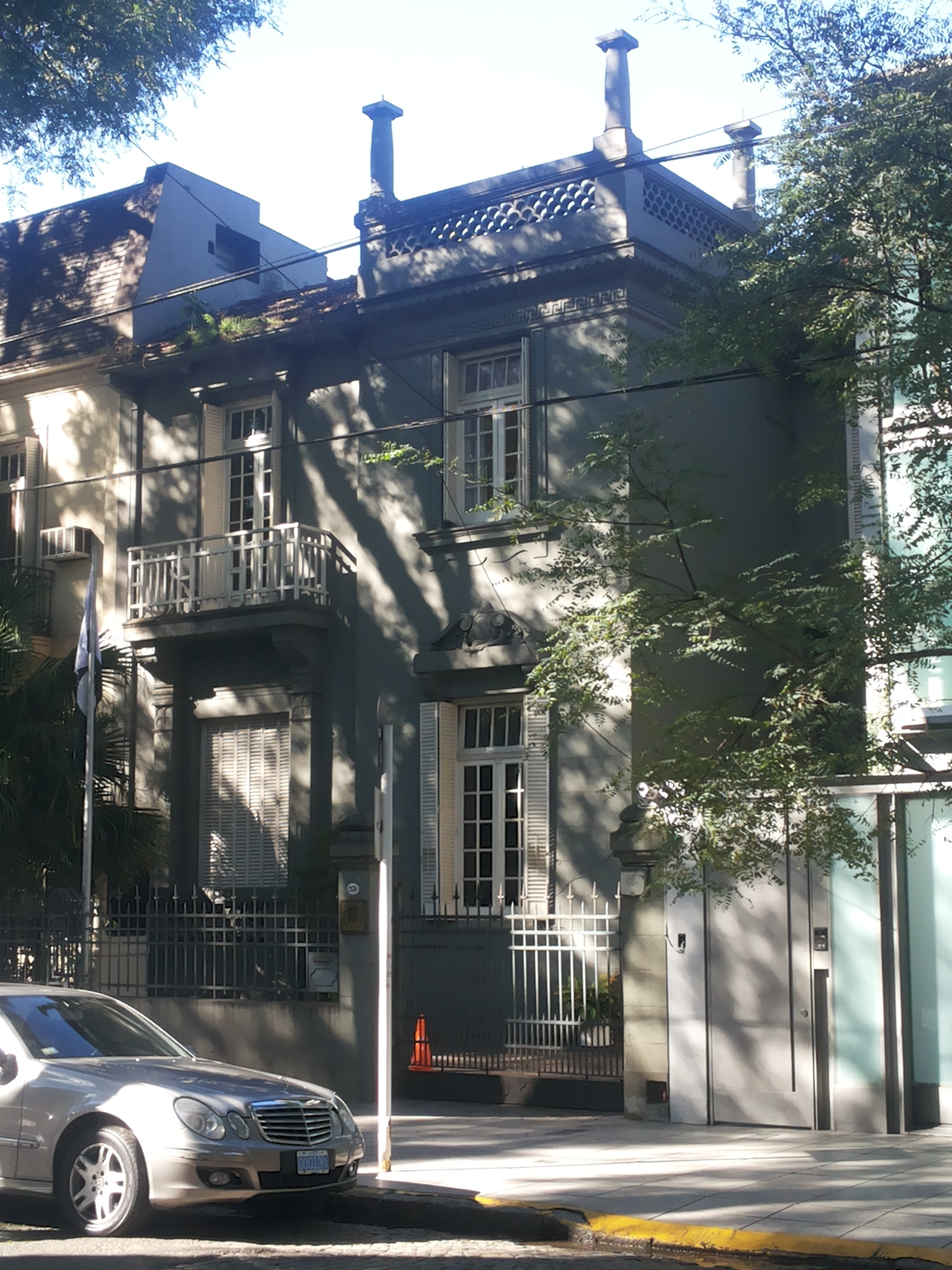
Embajada de Pakistán en Buenos Aires

Argentina y Pakistán formalmente establecieron relaciones en octubre de 1951, durante el gobierno de Juan Domingo Perón El primer acuerdo significativo se firmó en mayo de 1983. Desde entonces, se han realizado visitas de alto nivel en ambos países y las relaciones parecen haber ido creciendo poco a poco en la cordial relación vista hoy; Con acuerdos, en principio al menos, para proseguir los debates en ámbitos de interés mutuo, como sus respectivos sistemas económicos y políticos.
El comercio bilateral entre Argentina y Pakistán se intensificó en los 90 a partir del progresivo aumento de las exportaciones argentinas iniciado en 1992 (con excepción de 1994), el saldo comenzó a incrementarse hasta alcanzar un máximo en 1998 de 117,49 millones de USD.
El 19 de julio de 2002, Argentina y Pakistán firmaron un acuerdo oficial sobre el comercio y la cooperación bilaterales, que otorgó a sus relaciones el estatuto de "nación más favorable", de conformidad con la reglamentación de la Organización Mundial del Comercio.
En marzo de 2012, el Gobierno de Argentina hizo hincapié en la importancia de las relaciones bilaterales con Pakistán, invitando a la embajadora de Pakistán Naela Chohan como invitada principal a una ceremonia en Buenos Aires conmemorando 60 años de amistad entre Pakistán y Argentina. Ese mismo año se produjo la inauguración de la Plaza de Pakistán fue planeada entre el Día de la Independencia de Pakistán el 14 de agosto y el Día de la Independencia de la Argentina el 9 de julio. También fue para conmemorar el 60 aniversario del establecimiento de las relaciones diplomáticas entre los dos países amigos. 
El comercio bilateral entre Argentina y Pakistán –que en 2008 alcanzó su máximo nivel (206 millones de dólares), mediados de 2007 la Cancillería argentina organizó una misión comercial multisectorial a Pakistán, con base en Karachi, la mayor ciudad comercial de ese país, de más de 15 millones de habitantes, y donde los empresarios argentinos mantuvieron más de 200 rondas de negocios con sus contrapartes. Entre otros resultados, el Laboratorio ASPEN (productos oncológicos y oftalmológicos) cerró un contrato de representación por cinco años; y el Laboratorio OMEGA SA (productos ginecológicos) cerró un contrato de exclusividad para la venta de sus productos en ese mercado

En noviembre de 2015 la República Argentina fue distinguida por la República Islámica de Pakistán en virtud de la ayuda humanitaria prestada por nuestro país, a través de la Comisión Cascos Blancos, que incluyó 30 cajas de pastillas para potabilizar un total de 6.000.000 de litros de agua, a distribuirse entre diversas agencias humanitarias a través de la representación argentina.

## Plaza de Pakistán
La Plaza de Paquistán es un hito en Buenos Aires que conmemora la amistad entre Argentina y Pakistán. Está situado en el corazón de Parque Tres de Febrero en el barrio de Palermo. Fue rediseñado en 2012 y inaugurado el 27 de julio de 2012 por la embajadora Naela Chohan de Pakistán  para conmemorar el 60 aniversario del establecimiento de las relaciones diplomáticas entre los dos países amigos. La Embajadora dijo: "apreciamos profundamente este importante gesto de amistad y necesitamos profundizar aún más estos lazos de amistad mediante una cooperación mutuamente beneficiosa en el comercio y la cultura".
En 2009 se firman acuerdos de la cooperación técnica y científico-tecnológica (como el interés pakistaní en adquirir un buque oceanográfico) y la cooperación en materia de GNC y en materia energética, que incluye la posible participación de la Argentina en proyectos de exploración de gas y en la construcción de gasoductos, y la participación de empresas argentinas en proyectos hidroeléctricos.

## Diplomacia
Argentina ha formado parte del consenso a favor de la resolución presentada por Pakistán sobre el derecho a la libre determinación que se debate cada año en la Asamblea General de las Naciones Unidas. Pakistán ha votado a favor de la Resolución de las Naciones Unidas que estipula que "la continuidad del colonialismo es incompatible con el ideal de paz universal de las Naciones Unidas", que tiene relevancia para la cuestión de las Islas Malvinas. Ambos países también comparten puntos de vista comunes sobre las reformas de las Naciones Unidas y sobre el tema de la ampliación del Consejo de Seguridad de las Naciones Unidas.
La presidencia del Senado de Pakistán ha dicho de la relación que "Pakistán y Argentina [tienen] una cooperación muy estrecha en varios campos y la unanimidad de opiniones sobre temas internacionales".

## Cooperación
Los dos países tienen vínculos comerciales bien establecidos, mantienen un "Comité Económico Conjunto" y el Consejo Empresarial Pak-Argentina, para acelerar el crecimiento de sus relaciones. En la actualidad, los dos países están más preocupados por los planes de desarrollo agrícola, particularmente en las áreas de control de enfermedades ganaderas, así como por cuestiones políticas y diplomáticas de interés mutuo.
El embajador de Argentina en Pakistán ha declarado que los dos gobiernos están involucrados en la exploración de nuevas áreas en las que pueden aumentar la cooperación, diciendo que deben "intensificar los esfuerzos" para aprovechar áreas que aún no han explorado, , En la cual la Argentina es autosuficiente y en el envío de más delegaciones comerciales entre las dos naciones. El presidente de la Cámara de Comercio de Islamabad coincidió con el embajador y subrayó la necesidad de nuevos acuerdos formales entre su organización y su número opuesto en Buenos Aires.
Las empresas argentinas también han expresado su interés en la exploración y desarrollo de campos de gas en las provincias paquistaníes de Balochistán y Sindh.

## Visitas de Estado
El presidente paquistaní, Pervez Musharraf, visitó la Argentina en 2004 como parte de una visita a tres países de América Latina para impulsar las relaciones económicas y políticas entre Pakistán y la región en su conjunto y Argentina específicamente.
Musharraf también mantuvo reuniones con el presidente argentino y, en un discurso ante el Consejo Argentino de Relaciones Internacionales, aludió a una mayor cooperación en temas de interés mutuo en la ONU y al fortalecimiento de los vínculos económicos y políticos entre las naciones.